# Josphat Bett
Josphat Kipkoech Bett (Kericho, 12 giugno 1990) è un mezzofondista keniota.

## Biografia
Dopo aver vinto la gara dei 10000 metri piani ai campionati nazionali juniores nel 2008, ha iniziato a partecipare a gare internazionali alternando la partecipazione a gare su pista a quelle su strada.
Il suo miglior risultato è la medaglia d'oro nei 10000 m piani ai Mondiali juniores 2008 a Bydgoszcz. Nelle gare su strada spicca la vittoria al Trofeo Sant'Agata nel 2011.

## Palmarès
| Anno | Manifestazione          | Sede       | Evento        | Risultato | Prestazione | Note                                     |
| ---- | ----------------------- | ---------- | ------------- | --------- | ----------- | ---------------------------------------- |
| 2008 | Mondiali juniores       | Bydgoszcz  | 10000 m piani | Oro       | 27'30"85    | Record dei campionati                    |
| 2014 | Giochi del Commonwealth | Glasgow    | 10000 m piani | Argento   | 27'56"14    | Miglior prestazione personale stagionale |
| 2014 | Campionati africani     | Marrakech  | 10000 m piani | Bronzo    | 28'11"61    |                                          |
| 2018 | Giochi del Commonwealth | Gold Coast | 10000 m piani | 10º       | 28'56"22    |                                          |
| 2018 | Campionati africani     | Asaba      | 10000 m piani | 7º        | 30'13"22    |                                          |

## Altre competizioni internazionali
2008
- Argento alla Volta à Cidade do Funchal ( Funchal), 6 km - 16'36"
- Argento al Sylvestercross ( Soest) - 33'53"

2010
- 6º al Campaccio ( San Giorgio su Legnano) - 29'42"

2011
- Oro al Trofeo Sant'Agata ( Catania) - 36'14"
- Argento alla ASICS Grand Ten Berlin ( Berlino) - 27'45"
- Bronzo al Cross International de Llodio ( Llodio) - 29'28"

2012
- 4º alla Mezza maratona di Praga ( Praga) - 1h01'01"
- 6º alla Mezza maratona di Valencia ( Valencia) - 1h02'04"

2013
- 4º alla Coamo San Blas Half Marathon ( Coamo) - 1h04'00"
- 24º alla City Pier City ( L'Aia) - 1h04'39"
- 16º alla Tout Rennes Court ( Rennes) - 29'01"
- 5º alla Safaricom Kericho Great Run ( Kericho) - 29'32"

2014
- Bronzo alla Olenguruone Half Marathon ( Keringet) - 1h02'36"
- 4º alla Birmingham BUPA Great Half Marathon ( Birmingham) - 1h03'20"
- 6º alla Cochin International Half Marathon ( Kochi) - 1h04'03"
- 4º alla Coamo San Blas Half Marathon ( Coamo) - 1h06'19"
- 4º alla Dam tot Damloop ( Zaandam) - 46'22"
- 5º alla Great South Run ( Portsmouth) - 48'07"

2015
- Oro al Tuskys Wareng Cross Country ( Eldoret) - 30'19"

2016
- 5º alla Coamo San Blas Half Marathon ( Coamo) - 1h05'10"
- 10º al Tuskys Wareng Cross Country ( Eldoret)  - 28'34"

2017
- 7º alla Cardiff Half Marathon ( Cardiff) - 1h02'36"
- 10º alla Laikipia University Half Marathon ( Nyahururu) - 1h03'51"
- 4º alla Ziwa 10 km ( Ziwa) - 27'51"
- 11º alla Baringo Lotto 10 km ( Kabarnet) - 30'24"
- 4º al Tuskys Wareng Cross Country ( Eldoret)  - 30'35"